# ميشال أونج - موليتور (مترو باريس)
ميشال أونج - موليتور (بالفرنسية: Michel-Ange – Molitor)‏ هي محطة مترو تابعة لمترو باريس تقع في فرنسا في الدائرة السادسة عشرة في باريس.[بحاجة لمصدر]